# 萧大成
蕭大成（约531年—？），字仁和，梁簡文帝蕭綱第八子。
大同年间，封新淦县公，食邑一千五百户。
太清二年（548年），侯景围攻建康，萧大成与兄东扬州刺史临城公萧大连等出兵勤王。太清三年（549年），京城沦陷，梁武帝被困餓死，侯景立太子蕭綱为帝。六月壬辰（7月18日），进封山阳郡王，食邑二千户。大宝元年（550年）六月，萧大成与江夏王萧大款、宜都王蕭大封前往江陵，投奔承制的湘东王萧绎。九月辛酉（10月10日），改封桂阳郡王，食邑二千户。承聖元年（552年），湘东王萧绎即位，是为梁元帝。
蕭大成性情粗暴，擅长弓马，在江陵时曾披甲夜出，被人误认为强盗而遭砍，失去左髻。承聖三年（554年），西魏攻陷江陵，梁元帝出降。梁敬帝太平元年二月庚戌（556年3月1日），出任护军将军。以后事迹不详。